# Crash Bandicoot (personaggio)
Crash Bandicoot o semplicemente Crash, è un personaggio immaginario dei videogiochi ideato da Naughty Dog nel 1996, protagonista dell'omonima serie.

## Descrizione

### Creazione
Uno dei motivi principali per cui Naughty Dog scelse di sviluppare Crash Bandicoot per PlayStation è stata la mancanza di un personaggio mascotte della Sony che potesse competere con Sonic the Hedgehog della SEGA e Super Mario della Nintendo. Naughty Dog rivelò di aver voluto fare quello che SEGA e Warner Bros. hanno fatto rispettivamente con il riccio (Sonic) e il diavolo della Tasmania (Taz), incorporare un animale che potesse essere "carino, reale e che nessuno conosceva veramente". Nelle fasi di sviluppo è stato scherzosamente chiamato The Sonic's Ass game (letteralmente "il gioco del culo di Sonic") proprio per il fatto che il giocatore, essendo un gioco in 3D, è costretto a guardare e a controllare il protagonista guardandogli la schiena. La squadra mandò una spedizione di ricerca sui mammiferi della Tasmania, selezionando come opzioni il vombato, potoroo e bandicoot. I creatori Andy Gavin e Jason Rubin diedero come nome temporaneo per il personaggio protagonista del gioco Willy the Wombat (letteralmente Willy il Vombato). Il nome non è mai stato concepito per essere definitivo, sia per il fatto che suonava "troppo imbranato" sia per l'esistenza di un personaggio omonimo nella serie televisiva animata Tazmania. Il personaggio era effettivamente un bandicoot, rivelato nell'ottobre 1994, ma era ancora chiamato Willy the Wombat, perché non era stato ancora formulato un nome definitivo. Volendo che la mascotte per il loro gioco potesse essere profondo per il pubblico (così come il gameplay usato), Gavin e Rubin hanno scelto di non dare a Willie delle capacità speciali, piuttosto ritenevano che il personaggio dovesse essere "buffo, amante del divertimento e muto"; il mutismo del personaggio è basato sulla teoria che le voci di personaggi dei videogiochi dell'epoca erano sempre "zoppe, negative e separate dalla loro identificazione".
Il suo aspetto è stato creato dal disegnatore Charles Zembillas sotto l'occhio vigile dei creatori della serie Andy Gavin e Jason Rubin. Per determinare il colore della pelliccia di Willie, Gavin fece un elenco di vari personaggi popolari e dei loro colori, per poi escludere quelli che sarebbero stati difficilmente distinguibili con lo sfondo (per esempio foreste, deserti e spiagge). Il colore più adatto scelto per la pelliccia fu l'arancione. La testa del personaggio è stata fatta grande e senza collo per contrastare la bassa risoluzione dello schermo e per permettere alle espressioni facciali di essere percettibili. Alcuni piccoli dettagli, come i guanti e le macchie sulla schiena, sono stati aggiunti per aiutare il giocatore a determinare meglio Willie in base al colore. Non fu aggiunta una coda o qualsiasi cinghia di abbigliamento a causa dell'incapacità della PlayStation di visualizzare correttamente tali pixel senza sfarfallio. Sempre per questo motivo, la lunghezza dei suoi pantaloni è stata allungata, quando inizialmente doveva arrivare alle caviglie.
Mentre si preparava per la presentazione del gioco alla E3, il team decise infine di rinominare il personaggio Crash Bandicoot. Il suo cognome è basato sulla specie, mentre il nome di battesimo deriva dalla attitudine a rompere le casse (altri nomi potenziali erano Dash, Smash e Bash). Inizialmente, il direttore del marketing della Universal Interactive Studios voleva che il nome del personaggio fosse Ozzie the Ottsel o Wez, oltre al già citato Willy the Wombat, ma chiamarono il personaggio Crash Bandicoot quando la Naughty Dog minacciò di lasciare il progetto.

### Aspetto
Crash è un bandicoot fasciato orientale antropomorfo col pelo color arancione: ha una cresta di colore rosso e , a partire dal secondo capitolo, gli occhi verdi la bocca e la parte inferiore del muso sono rosa (nei primi giochi) mentre ha una striscia gialla sul petto (entrambi unificati in giallo da Nitro Kart in poi).
Indossa un paio di pantaloni di jeans blu con guanti marroni che gli scoprono le dita e delle scarpe da ginnastica rosse.
Crash venne creato dalla Naughty Dog come personaggio buffo quanto eroico, capace di esprimere diverse emozioni con la mimica facciale. Per tutta la saga, Crash dice una sola parola, nel finale di Crash of the Titans, dove dice: "Frittelle!" (Pancakes!). Emette dei versi quando viene colpito e/o muore.

### Personalità
Crash è sempre disposto ad aiutare chi ha bisogno di aiuto, anche i suoi nemici, e ha una personalità rilassata, dato che ama dormire e ballare. È molto emotivo e veloce a ridere e piangere. Ama la pace senza disdegnare l'avventura ed è di buon cuore, dato che il tentativo del suo creatore, il Dr. Cortex, di renderlo il capo dei Cortex Commandos, fallì, e da allora è immune al controllo mentale. È impavido e gli piace combattere, ma raramente si caccia nei guai, e di solito sono i guai che trovano lui. È molto protettivo della sorellina Coco e del fratello adottivo Crunch, e li salva sempre quando hanno bisogno del suo aiuto o vengono ipnotizzati. Si arrabbia molto raramente, ma odia quando Cortex e i suoi scagnozzi minacciano la sua famiglia, soprattutto sua sorella, e questo lo fa molto arrabbiare: in Crash of the Titans, Coco viene rapita, e quando Uka Uka fa una minaccia rivolta a lei, Crash lo fissa pieno di rabbia e con uno sguardo minaccioso, e Aku Aku reagisce con orrore. Ha una reazione simile nel Crash: Il dominio sui mutanti quando scopre che N. Gin li stava spiando. La sua intelligenza è abbastanza limitata, e Crash è piuttosto impulsivo e ignaro di ciò che lo circonda, a volte facendo cose stupide, al punto che Aku Aku dice che danni al cervello non sarebbero molto efficaci su di lui. Tuttavia, è probabilmente solo una presa in giro, dato che Crash, nonostante a volte non sembri molto sveglio, è anche abbastanza furbo e intelligente da superare in astuzia molti dei suoi nemici, come Tiny Tiger o N. Tropy, e da guidare diversi veicoli, come un go-kart, una motocicletta, un fuoristrada, un sottomarino o un aliante. A volte dimostra di avere anche delle cattive abitudini, come ruttare o grattarsi il didietro, cosa che Crunch odia.

### Doppiaggio
Crash è doppiato in italiano per la prima volta da Siro Carraro in Crash Team Racing, per la seconda volta da Paolo De Santis in Crash of the Titans (solo per una parola) e per la terza volta da Alessandro Ward in Skylanders Academy.

## Biografia

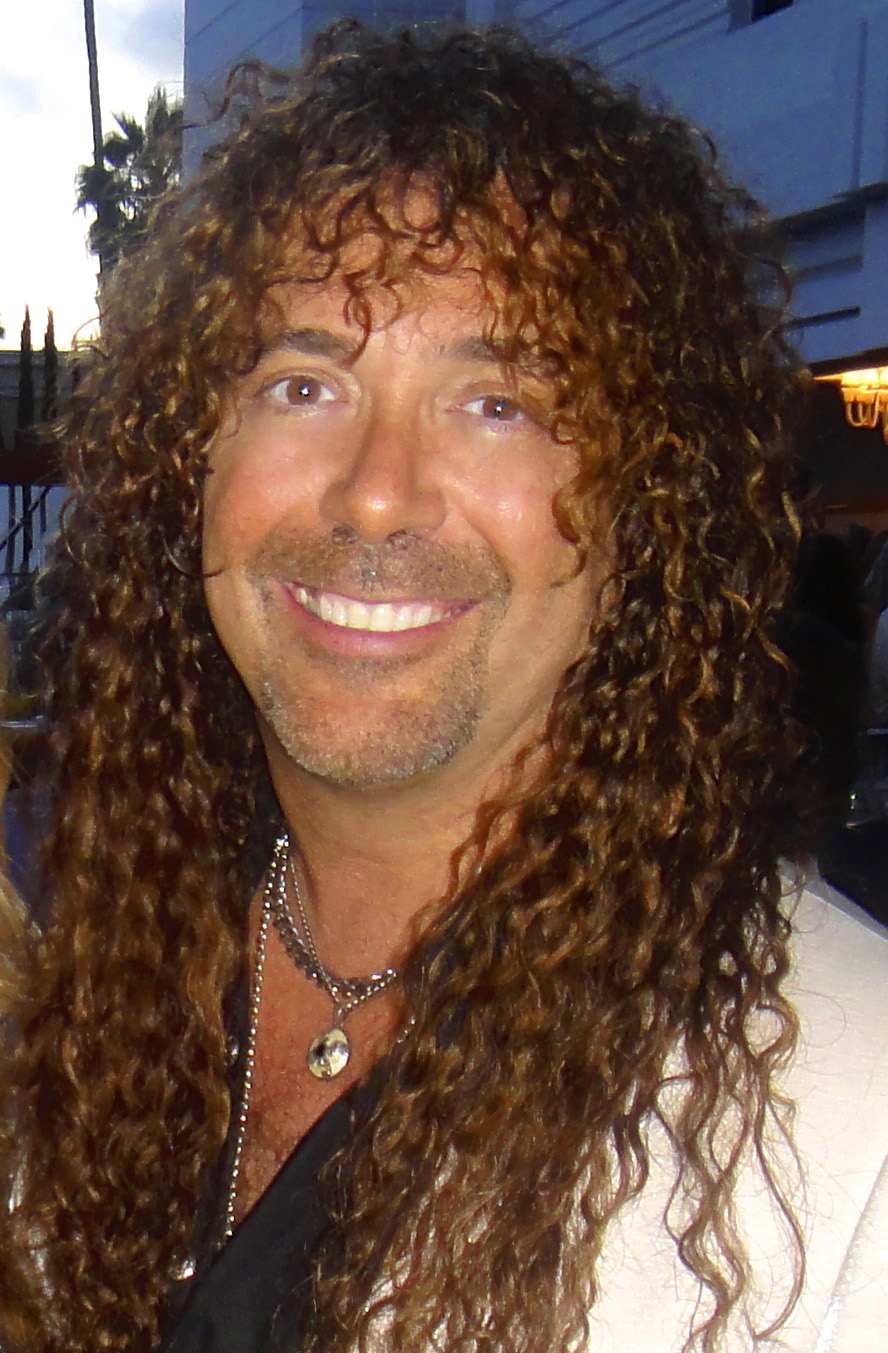
Jess Harnell ha prestato la voce al protagonista in molti giochi della serie a partire da Crash Tag Team Racing fino a Crash Team Racing Nitro-Fueled

In Crash Bandicoot il malvagio dottor Neo Cortex, assieme al braccio destro Dr. Nitrus Brio, ambisce a conquistare il mondo. Per farlo, i due, intenzionati a formare un inarrestabile esercito di mutanti, costruiscono il raggio Evolvo, un macchinario in grado di dare agli animali fattezze antropomorfe. Nel tentativo di creare il generale per i suoi "Cortex Commandos", il Dr. Cortex sottopone agli esperimenti Crash che tuttavia viene considerato un fallimento perché "troppo buono": riesce a fuggire dal castello saltando dalla finestra, ma purtroppo la sua ragazza, Tawna, viene fatta prigioniera.
La mattina dopo, trasportato dalle correnti marine, Crash si ritrova in una spiaggia dell'isola di N. Sanity dominata dagli indigeni, e da lì inizia il suo cammino verso il castello di Cortex, con l'intento di liberare la sua amata. Al suo fianco si schiera lo spirito del potente stregone Aku Aku, il quale percepisce il bene nell'animo di Crash e decide di aiutarlo, disseminando nel suo cammino delle casse con sopra raffigurata la propria effigie.
Dopo aver attraversato N. Sanity Island ed aver sconfitto il capo indigeno Papu Papu, Crash deve vedersela con alcuni degli altri esperimenti malriusciti di Cortex, Ripper Roo e Koala Kong e, arrivato finalmente alla terza isola, attraversa il "Cortex Power" (centrale energetica dell'isola) e sconfigge la guardia del corpo dello scienziato, Pinstripe Potoroo, guastando il generatore e lasciando il castello temporaneamente al buio.
Dopo aver affrontato e sconfitto il Dr. Brio, finalmente ha luogo la battaglia con il Dr. Neo Cortex a bordo del suo dirigibile, mentre il castello va a fuoco a causa di un guasto nel laboratorio. Respingendo i getti al plasma dello scienziato, Crash lo sconfigge distruggendo il suo hoverboard e facendolo precipitare nel vuoto; nella scena finale, finalmente riunitosi a Tawna, si allontana a bordo del dirigibile.
In Crash Bandicoot 2: Cortex Strikes Back, un anno dopo, mentre è intento a recuperare una batteria di riserva per sua sorella Coco Bandicoot, Crash viene rapito e teletrasportato nella Warp Room di Cortex: Il malvagio scienziato gli appare in ologramma affermando di essere cambiato e di aver bisogno dell'aiuto di Crash per sventare una catastrofe planetaria. Infatti i pianeti stanno per allinearsi e l'unico modo per salvare il mondo è raccogliere 25 mistici cristalli del potere, ma durante il recupero Coco e Nitrus Brio si mettono in contatto con Crash smentendo le parole di Cortex e accennando ad una nuova stazione spaziale. Non sapendo da che parte stare, Crash accetta di raccogliere sia le gemme che i cristalli, sconfiggendo nel frattempo i tirapiedi di Cortex e Tiny Tiger, mutante mandato da N. Brio per "dissuadere" Crash dal raccogliere altri cristalli: ma dopo aver scoperto grazie a Coco il vero piano di Cortex (usare l'energia dei cristalli per il "Cortex Vortex" e rendere schiava l'intera umanità); decide così di allearsi con N. Brio, consegnandoli le gemme ed attivando il cannone laser che distrugge la stazione spaziale del Dr. Cortex.
Nel terzo capitolo, grandi pezzi della stazione spaziale di Neo Cortex precipitano sulla terra e uno di essi distrugge un antico monumento. Si tratta della prigione dove è rinchiuso Uka Uka, malvagio fratello di Aku Aku, liberato dopo che secoli prima lo stesso fratello l'aveva rinchiuso per salvare il mondo dalla sua malvagità. Il potente stregone salva Neo Cortex dalle profondità dello spazio, e seppur infuriato a causa dei fallimenti di Cortex (che si rivela essere sempre stato agli ordini di Uka Uka) decide di dare un'altra possibilità allo scienziato poiché quest'ultimo lo ha indirettamente liberato dalla sua prigionia. Lo stregone introduce quindi il dottor Nefarious Tropy, signore del tempo e creatore del "Tornado del Tempo": grazie ad esso potrebbero recuperare i cristalli del potere, ormai sparsi nell'universo, nelle loro epoche d'origine e ricavarne così il massimo potere.
Nel frattempo Aku Aku, scoperta la fuga del fratello, riferisce subito la notizia a Crash e Coco. I tre raggiungono quindi la torre dove è situato il Tornado del Tempo, dove inizia la loro avventura, prima che Cortex, Uka Uka e i loro scagnozzi recuperino i cristalli del potere. Dopo aver battuto gli scagnozzi di Cortex, Crash sconfigge anche N. Tropy, ma senza le continue regolazioni di quest'ultimo la macchina del tempo diventa instabile e del tutto fuori controllo: infatti, dopo aver affrontato e sconfitto Cortex nel centro nevralgico del Tornado del Tempo, la macchina implode esiliando Cortex, N. Tropy e Uka Uka all'alba dei tempi.
In Crash Team Racing Crash è un personaggio giocabile di livello intermedio. La sua pista è "Baia Crash". Nell'epilogo apprendiamo che ha venduto la sua biografia ad un noto regista che ne ha ricavato un film, Il colore arancione. Attualmente si trova su qualche isola tropicale a ballare e sonnecchiare.
In Crash Bash viene convocato da Aku Aku per prendere parte al torneo tra bene e male, temporaneamente alleato a Tiny Tiger e Dingodile (assegnati al bene per motivi di disparità).
In Crash Bandicoot XS il Dr. Cortex miniaturizza la terra e Crash deve ancora una volta raccogliere i cristalli per poter fermare il folle scienziato. Dopo un malfunzionamento di un suo macchinario, Cortex si fonde con Tiny, Dingodile e N. Gin diventando un'enorme e mostruosa creatura (comunemente detta "Megamix"): tuttavia gli effetti si rivelano temporanei e Crash riesce sfuggire prima che la stazione spaziale venga miniaturizzata.
In Crash Bandicoot: L'ira di Cortex Il perfido dottor Neo Cortex rivela la sua nuova arma: Crunch, un bandicoot geneticamente avanzato di incredibile potenza a cui Uka Uka affianca un gruppo di antiche maschere, gli Elementali, come fonte di energia.
Per l'ennesima volta Crash deve raccogliere i cristalli, stavolta per poter re-ibernare le antiche maschere e dopo aver sconfitto più volte Crunch, quest'ultimo passerà dalla sua parte per essere stato salvato dal controllo del perfido scienziato, che viene stavolta esiliato assieme ad Uka Uka nelle distese gelate dell'Antartico.
Crash Bandicoot 2: N-Tranced il Dr. N. Tropy assieme a N. Trance, suo vecchio amico e maestro dell'ipnosi cerca di rapire ed ipnotizzare i bandicoot per renderli suoi schiavi. Tuttavia durante il rapimento di Crash tramite varco temporale, Aku Aku si intromette e lo scontro di forze crea il Finto Crash, un doppione che (nonostante le sopracciglia folte ed i dentoni terribilmente sporgenti) riesce ad ingannare N. Tropy, convincendoli di aver finalmente chiuso la faccenda. Dopo aver liberato i suoi fratelli dal controllo mentale ed aver sconfitto N. Trance, grazie ad Aku Aku riesce ad ingannare N. Tropy trovando il suo rifugio sconfiggendolo.
È uno dei personaggi principali in Crash Nitro Kart, dove assieme ai suoi amici cerca di tornare sulla terra: in questo capitolo la striscia sulla pancia e la bocca si uniscono diventando entrambe gialle.
Forma un'alleanza con Spyro in Crash Bandicoot Fusion, con lo scopo di fronteggiare l'alleanza Cortex-Ripto.
In Crash Twinsanity viene attirato da Cortex con l'inganno ad una speciale "festa di compleanno" ("..eccetto che, è l'esatto opposto!") dove, circondato da molti dei suoi vecchi nemici, ancora una volta sconfigge Cortex: in seguito si vede costretto ad allearsi con il suo arcinemico dopo la comparsa dei gemelli malvagi, Victor e Moritz, i veri antagonisti principale del gioco. Dopo aver recuperato abbastanza cristalli per attivare lo Psychetron (macchinario di Cortex per il trasporto dimensionale), viaggia all'accademia del male per recuperare Nina Cortex, l'unica in grado di riparare il guasto allo Psychetron causato da Coco.
Nella Decima Dimensione assiste al rapimento della nipote di Cortex ad opera del suo opposto, ed in seguito assieme a Cortex e Nina affronta e sconfigge i gemelli cattivi. Da questo capitolo in poi, l'intelligenza di Crash viene notevolmente ridotta rendendolo piuttosto stupido.
In Crash Tag Team Racing lo si vede intento a recuperare le gemme per il vecchio Ebeneezer Von Clutch, e dopo essere ingiustamente sospettato di essere il ladro di gemme, ferma la fuga di Willie Wumpa Cheeks (ritrovando oltretutto la gemma del potere nera): colpisce alla testa (per errore) Von Clutch colpendolo alla schiena e facendo cadere la sua gemma del potere, per poi darsi alla fuga. In questo capitolo Crash abbandona il suo mutismo cominciando ad esprimersi con dei versi incomprensibili e diventa piuttosto irritante (con vari sketch inseriti nel corso del gioco), e viene reso ancora più stupido, come visto anche nei 34 filmati Die-O-Rama, in cui muore a causa dei pericoli del Motor World, spesso anche per via della sua stupidità, e a volte perfino masochista e sadico verso sé stesso e gli altri, spesso a spese dei polli o dei droni del parco, visto anche in alcune scenette.
Appare come personaggio giocabile in Crash Boom Bang!.
In Crash of the Titans riceve un considerevole redesign: il muso e le gambe si accorciano, la cresta diventa castana e più folta, indossa scarpe diverse, le braccia si ingrossano e presentano dei tatuaggi. Dopo il rapimento di Coco, attraversa le varie isole infestate da mutanti allo scopo di liberarla e di sventare la minaccia dello sterminatore, gigantesco robot sotto il controllo di Nina.
In Crash: Il dominio sui mutanti è l'unico bandicoot ad essere immune all'influsso dell'N.V., e dopo aver liberato Coco e Crunch dal controllo mentale (sconfiggendo N. Brio), si allea temporaneamente con Uka Uka per raggiungere la stazione spaziale di Cortex e poterlo sconfiggere ancora una volta.
Crash e Cortex, dopo sei anni dall'ultima apparizione, compaiono come personaggi utilizzabili DLC nel videogioco Skylanders: Imaginators.
Crash compare anche nella puntata 11 della serie animata Skylanders Academy, dove viene erroneamente teletrasportato a Skyland, e Spyro e i suoi amici lo aiutano a tornare nel suo mondo. Sebbene il suo design sia molto simile alle sue precedenti apparizioni, in quest'apparizione il personaggio risulta caratterizzato in maniera molto diversa rispetto alle apparizioni nei videogiochi: può persino parlare e risulta molto più sveglio, intelligente e con una certa moralità.
Nel 2017, Crash torna nella trilogia HD dei primi tre capitoli, Crash Bandicoot: N. Sane Trilogy.
In Crash Team Racing Nitro-Fueled Crash appare come personaggio giocabile.
Nel 2020, Crash ritorna nel nuovo capitolo Crash Bandicoot 4: It's About Time dove viaggerà nel tempo e nello spazio insieme a sua sorella Coco e ad alcune Maschere Quantiche per sconfiggere Cortex e il malvagio N. Tropy. In un livello dei Nastri Flashback si viene a scoprire che il nome originale di Crash Bandicoot è Crashworth Cortex I.
Nel 2021 è stato rilasciato da King il gioco mobile Crash Bandicoot: On the Run! dove Crash dovrà rimandare gli scagnozzi di Cortex nei lori vari universi e viaggerà quindi per il multiverso.